# 1940 în artă
← 1937 în artă — 1938 în artă — 1939 în artă ——  1940 în artă  —— 1941 în artă — 1942 în artă — 1943 în artă →
1940 în artă implică o serie de evenimente:

## Evenimente

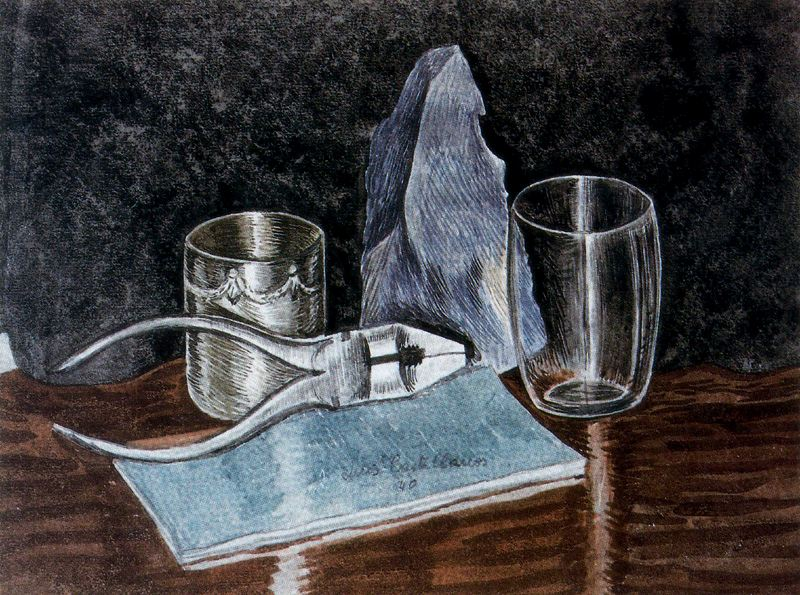
1940 — Luis Castellanos (1915 - 1946) – Natură moartă cu pahare și clește, (cerneală și acuarelă pe hârtie: 25 cm x 32 cm - Colecția Paz Medina-Castellanos, Madrid, Spania)

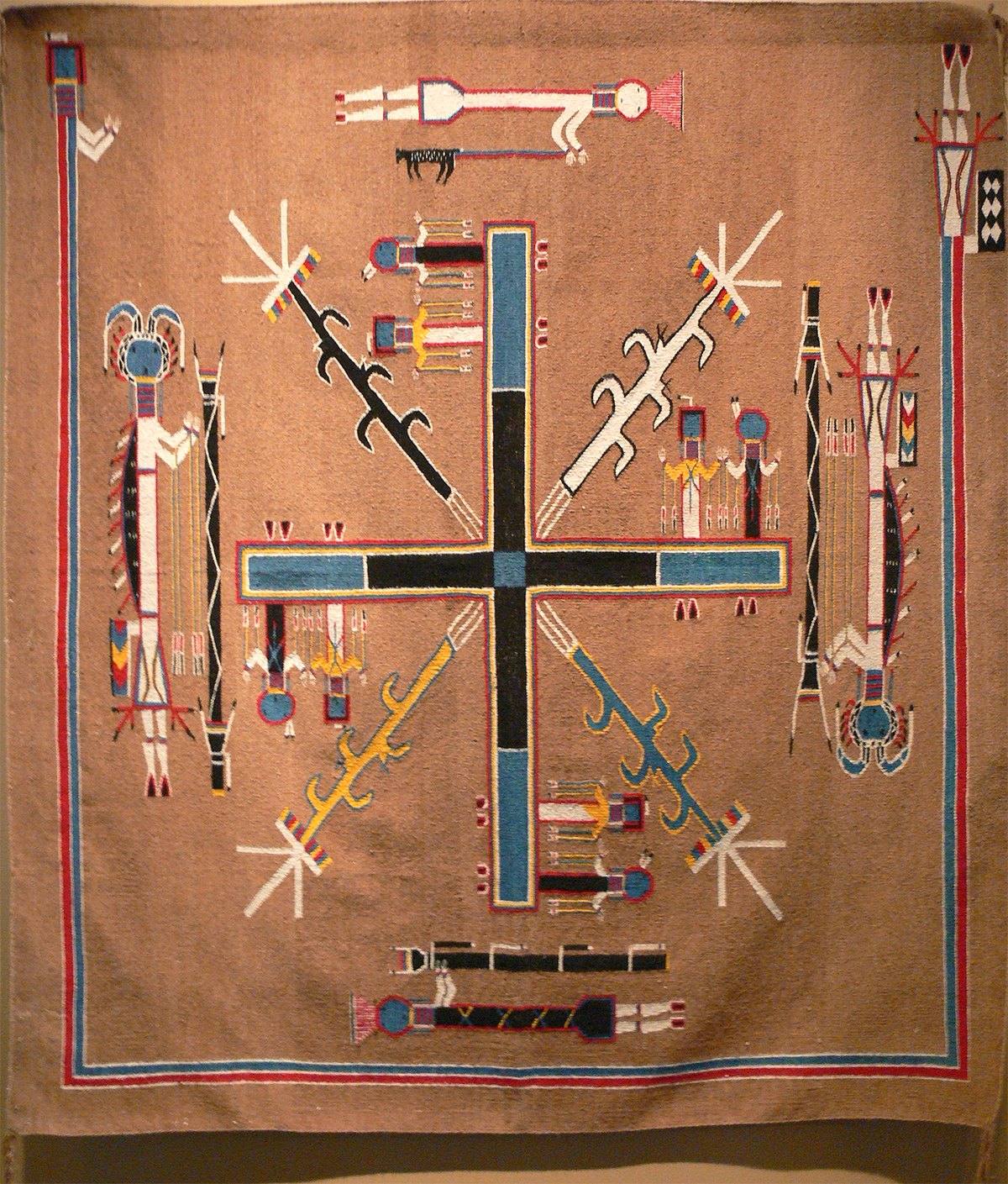
1940 — Covor Navajo reprezentând o pictură pe nisip tradițională – (Gilcrease - Navajo Sandpainting Rug-2.jpg - Tulsa, statul) — Gilcrease Museum, Tulsa, Oklahoma — (fotografie de Donald Sander, vezi și Donald Sander plate 3)

### Februarie
- Seria de afișe de propagandă, intitulate „Vorbele neglijente costă vieți,” de „Fougasse,” este publicată de Ministerul Informației (Regatul Unit).

### Martie
- Muzeul de Artă Tartu este oficial înființat în Tartu, Estonia; prima sa expoziție este deschisă în noiembrie 1940.

### Iulie
- Grupul de lucru Reichsleiter Rosenberg (Einsatzstab Reichsleiter Rosenberg) al Partidului Nazist își începe sarcina de a apropria proprietăți culturale din teritoriile ocupate, inițial acțiunea pornește în Franța.

### Octombrie
- A doua expoziție solo a bunicii Moses, „Ce a pictat o țărancă”, se deschide la Galeria Saint-Etienne a lui Otto Kallir din New York City.

### Noiembrie
- 3 noiembrie – Comitetul de Consiliere pentru Artiștii de Război al Ministerului Informației din Marea Britanie își deschide prima expoziție de Imagini de război, realizate de artiști britanici publicului la Galeria Națională din Londra, care era, de altfel, evacuată.
- 13 noiembrie – Lansarea filmului animat Fantasia, al lui Walt Disney în Statele Unite ale Americii.

### Decembrie
- 8 decembrie – Pictorii mexicani Frida Kahlo și Diego Rivera se căsătoresc, din nou, în San Francisco, statul  California.

### Fără date precise
- Cecil Beaton se numără printre fotografii însărcinați de Ministerul Informației din Regatul Unit să se ocupe cu fotografia de război.
- Xawery Dunikowski este deportat în lagărul de concentrare de la Auschwitz, unde supraviețuiește până în 1945.
- Jacques Lipchitz fuge din Franța în  Statele Unite ale Americii.
- Henry Moore este însărcinat ca artist de război și realizează desene cu londonezi care dorm în metroul din Londra, adăpostindu-se de Blitz Krieg.
- Teoria artistică a lui Anthony Blunt despre Renașterea din Italia anilor 1450 – 1600 este publicată. În acest an este recrutat să lucreze pentru MI5, în timp ce spionează simultan pentru NKVD.

### Evenimente artistice oriunde
- 1 martie
- 31 mai –

 Fără date precise 

## Nașteri

### Ianuarie - iunie
- 1 ianuarie –
- 23 ianuarie –
- 3 martie –
- 28 martie –
- 24 aprilie –
- 7 mai –
- 22 iunie –

### Iulie - decembrie
- 3 iulie –
- 25 iulie –
- 1 august –
- 3 septembrie –
- 3 octombrie –
- 6 octombrie –

## Decese
- 23 ianuarie –
- 19 februarie –
- 16 martie –
- 15 mai –

## Galerie (lucrări din 1940)
- Lucrări reprezentative